# 秋津洲號水上機母艦
秋津洲（あきつしま）是大日本帝國海軍的水上飞机母舰，为秋津洲级水上飞机母舰一号舰（二号舰以及后续建造计划被中止或取消）。该舰雖然是屬於大日本帝國海軍舰艇类别中的水上機母艦，實際上是作為負責大型飛行艇補給及維護的艦艇，因此也有飛行艇母艦的稱呼。
“秋津洲”舰名继承自明治天皇时期的秋津洲号防护巡洋舰（第二代秋津洲号），其本名“秋津洲”源于古代日本国的别称。

## 舰船数据
秋津洲号水上飞机母舰总吨位为5000吨。在设计初期，原本计划从舰尾的斜坡上运用卷扬机将大型飞行艇吊起至舰船后方的飞行收容区，然而由川西航空机开发的二式飞行艇最大起飞重量高达31吨，卷扬机将很难进行吊运作业。最终设计变更为在舰艇后方设置一台35吨起重机进行飞行艇的吊运作业，而这台大型起重机亦成为秋津洲型水母上最为显著的特征。另外，在秋津洲型水母收容大型飞行艇的场合，为了避免在航行过程中造成飞行艇损坏或者对舰艇行驶造成困难，飞机的收容作业都是在舰艇静止状态下运作的。
秋津洲号舰体共带有4台22号10型柴油引擎,2组液力耦合器。此外设置有2台艦本式锅炉（带有空气过热器）辅助锅炉。船上配备电源为2台200kVA柴油发电机以及一台2700kVA柴油发电机（均为交流电）。
秋津洲号舰内拥有飞行员居住设备、（机载）鱼雷、炸弹与机枪弹药仓库、轻质燃油油箱等各种工作设备以及通信设备。

## 艦歷
- 1940年10月29日 於川崎造船所動工
- 1941年
  - 6月30日 命名
  - 7月25日 下水
- 1942年4月29日 竣工，加入橫須賀鎮守府
  - 5月15日 從橫須賀出港，19日抵達塞班島，24日抵達拉包爾。
  - 8月8日 與三川軍一中將指揮的第八艦隊相遇。
  - 8月16日 進入肖特蘭方面
  - 12月12日 橫須賀入港
- 1943年1月15日 從横須賀出港，22日抵達卡維恩，24日抵達拉包爾。
  - 3月12日 至馬金進港。做為第802海軍航空隊所屬飛行艇的母艦。
  - 6月6日 從賈盧伊特出港，輸送第802海軍航空隊受損的飛行艇。
  - 7月6日 為了支援基斯卡島撤退作戰而進入幌筵島的柏原灣。
- 1944年2月17日 美軍空襲特魯克時受到損傷。
  - 3月14日 抵達横須賀。
  - 4月2日 入塢修理。
  - 8月31日 向佐世保回航。
  - 9月5日 從佐世保出港，13日抵達高雄，18日抵達馬尼拉，22日抵達科隆島。
  - 9月24日 在科倫灣受到艦載機攻擊而沉沒。
  - 11月10日 除籍

## 歷代艦長

### 艤裝員長
1. 岩淵三次 大佐：1941年11月1日 -
2. 黛治夫 大佐：1942年3月25日 -

### 艦長
1. 黛治夫 大佐：1942年4月29日 -
2. 高尾儀六 大佐：1942年12月3日 -
3. 藤牧美徳 大佐：1943年8月26日 - 1944年10月6日